# Вецлар
Вецлар (нем. Wetzlar) — старинный город в Германии, индустриальный и культурный центр Среднего Гессена, бывший имперский город, где в Средние века заседал Имперский камеральный суд. Его оптическая, электротехническая, металлообрабатывающая промышленность и точная механика имеют всемирную известность. Вецлар — центр района Лан-Дилль. В Вецларе располагается штаб-квартира компании Leica Camera.

## История
В военной истории город Вецлар стал широко известен после произошедшего здесь (в ходе Войны первой коалиции) вооруженного противостояния между французской армией и австрийскими войсками.

## География
Вецлар расположен в районе Лан-Дилль и является его административным центром. Город стоит на берегу реки Лан, притока Рейна, близ места впадения в Лан реки Дилль. Местность здесь холмистая. Чем дальше от русла реки, тем холмы становятся выше, перерастая в горы Вестервальд, Ротхааргебирге и горный массив Таунус, стискивающие долину рек. Наивысшей точкой в черте города является Штоппельберг с высотой 402 метра над уровнем моря.

## Население
| Год  | Численность | Численность |
| ---- | ----------- | ----------- |
| 2015 | 51 649      |             |
| 2017 | 52 828      | [ 3 ]       |
| 2019 | 52 954      | [ 4 ]       |
| 2021 | 52 969      | [ 5 ]       |
| 2022 | 54 187      | [ 6 ]       |
| 2023 | 54 629      | [ 7 ]       |

## Города-побратимы
- Авиньон, Франция (апрель 1960)[8][9]
- Виндхук, Намибия
- Ильменау, Германия
- Колчестер, Великобритания (28 июня 1969)[10][11][…]
- Нойкёльн, Германия
- Писек, Чехия
- Сиена, Италия
- Шладминг, Австрия